# Покемон: Доля Деоксіса
«Покемон: Доля Деоксіса» (англ. Pokémon: Destiny Deoxys) — сьомий фільм із серії «Покемон» і другий, що доповнює сьомий сезон аніме-серіалу Покемон: Розширене покоління. Оригінальна японська версія була випущена в кінотеатрах 17 липня 2004 року. Він був відредагований для американського релізу, тому що японська версія містила кілька сцен, які були визнані дуже інтенсивними для американських дітей. Режисер Куніхіко Юяма відвідав місто Ванкувер (Британська Колумбія, Канада), щоб отримати ідеї створення для фільму.
Англійська адаптація (дистриб'ютор — Miramax Films) дебютувала на каналі WB Kids 22 січня 2005 року, хоча і була відредагованою. Проте, телевізійна мережа отримала найкращі рейтинги з 2003 року і тримала рекорд протягом першого місяця 2005 року. Фільм був випущений на DVD 15 лютого 2005, якому додано 15 хвилин відео, що були вирізані при першому показі.
Аніме-фільм став відомим завдяки своєму музикальному ендінгу: в англійській версії пісню під назвою «This Side Of Paradise» виконала американська співачка Bree Sharp.

## Ролях
| Персонаж       | Японський                                         | Англійський                                       | Український                                       |                                                   |
| -------------- | ------------------------------------------------- | ------------------------------------------------- | ------------------------------------------------- | ------------------------------------------------- |
| Еш Кетчум      | Rica Matsumoto (松本 梨香)                        | Veronica Taylor                                   |                                                   |                                                   |
| May            | Kaori (KAORI)                                     | Veronica Taylor                                   |                                                   |                                                   |
| Пікачу         | Ikue Ōtani (大谷 育江)                            | Ikue Ōtani (大谷 育江)                            | Ikue Ōtani (大谷 育江)                            | Ikue Ōtani (大谷 育江)                            |
| Brock          | Yuuji Ueda (上田 祐司)                            | Eric Stuart                                       |                                                   |                                                   |
| Max            | Fushigi Yamada (山田 ふしぎ)                      | Amy Birnbaum                                      |                                                   |                                                   |
| Tory Lund      | Noriko Hidaka (日髙 のり子)                       | Tara Sands                                        |                                                   |                                                   |
| Professor Lund | Kouichi Yamadera (山寺 宏一)                      | Sean Schemmel                                     |                                                   |                                                   |
| Yuko           | Takako Uehara (上原 多香子)                       | Rachael Lillis                                    |                                                   |                                                   |
| Rafe           | Kenji Nojima (野島 健児)                          | Sebastian Arcelus                                 |                                                   |                                                   |
| Rebecca        | Becky (ベッキー)                                  | Lisa Ortiz                                        |                                                   |                                                   |
| Sid            | Makoto Higo (肥後 誠)                             | Matthew Charles                                   |                                                   |                                                   |
| Kathryn        | Maria Yamamoto (山本 麻里安)                      | Rebecca Handler                                   |                                                   |                                                   |
| Audrey         | Nana Mizuki (水樹 奈々)                           | Rebecca Handler                                   |                                                   |                                                   |
| Деоксіс        | Susumu Chiba (千葉 進歩) Kenji Nojima (野島 健児) | Susumu Chiba (千葉 進歩) Kenji Nojima (野島 健児) | Susumu Chiba (千葉 進歩) Kenji Nojima (野島 健児) | Susumu Chiba (千葉 進歩) Kenji Nojima (野島 健児) |
| Рейкваза       | Katsuyuki Konishi (小西 克幸)                     | Katsuyuki Konishi (小西 克幸)                     | Katsuyuki Konishi (小西 克幸)                     | Katsuyuki Konishi (小西 克幸)                     |
| Jessie         | Megumi Hayashibara (林原 めぐみ)                  | Rachael Lillis                                    |                                                   |                                                   |
| James          | Shinichirou Miki (三木 眞一郎)                    | Eric Stuart                                       |                                                   |                                                   |
| Meowth         | Inuko Inuyama (犬山 イヌコ)                       | Maddie Blaustein                                  |                                                   |                                                   |
| Munchlax       | Keiko Yamamoto (山本 圭子)                        | Jason Griffith                                    |                                                   |                                                   |

## Відпустіть

### Театральний пробіг
Покемон: Доля Деоксіса був театрально поширювався в Японія від Toho на 17 липня 2004 року.

### Трансляція провітрювання
Він був випущений безпосередньо до телебачення в Сполучених Штатах від 4Kids Entertainment в англійській мові на 22 січня 2005 року.

### Домашнє медія
Оригінальний японський DVD реліз сталося на 21 грудня 2004 року. Пізніше фільм був випущений в США на DVD та VHS на 15 лютого 2005 року. У Великій Британії, Studio Canal випустив DVD на 2 квітня 2012 року.
Фільм був звільнений на Blu-ray разом з Покемон Герої на 15 травня 2011 року в США від Echo Bridge Home Entertainment.

## Зауваження
1. ↑  Спочатку випущений в Японії як «Кишенькові Монстри. Розширене Покоління Фільм: Деоксіс Відвідувача» (яп. 劇場版ポケットモンスター アドバンスジェネレーション 裂空の訪問者 デオキシス, Gekijōban Poketto Monsutā Adobansu Jenerēshon Rekkū no Hōmonsha Deokishisu, lit. "Відвідувач з Неба-Розщеплення: Деоксіс")